# Gora (Petrinja)
Gora is een plaats in de gemeente Petrinja in de Kroatische provincie Sisak-Moslavina. De plaats telt 287 inwoners (2001).